# Orgilus patzaki
Orgilus patzaki är en stekelart som beskrevs av Taeger 1989. Orgilus patzaki ingår i släktet Orgilus och familjen bracksteklar. Inga underarter finns listade i Catalogue of Life.